# Gardin
Ej att förväxla med draperi, som anbringas på andra ställen än i eller vid fönster. 

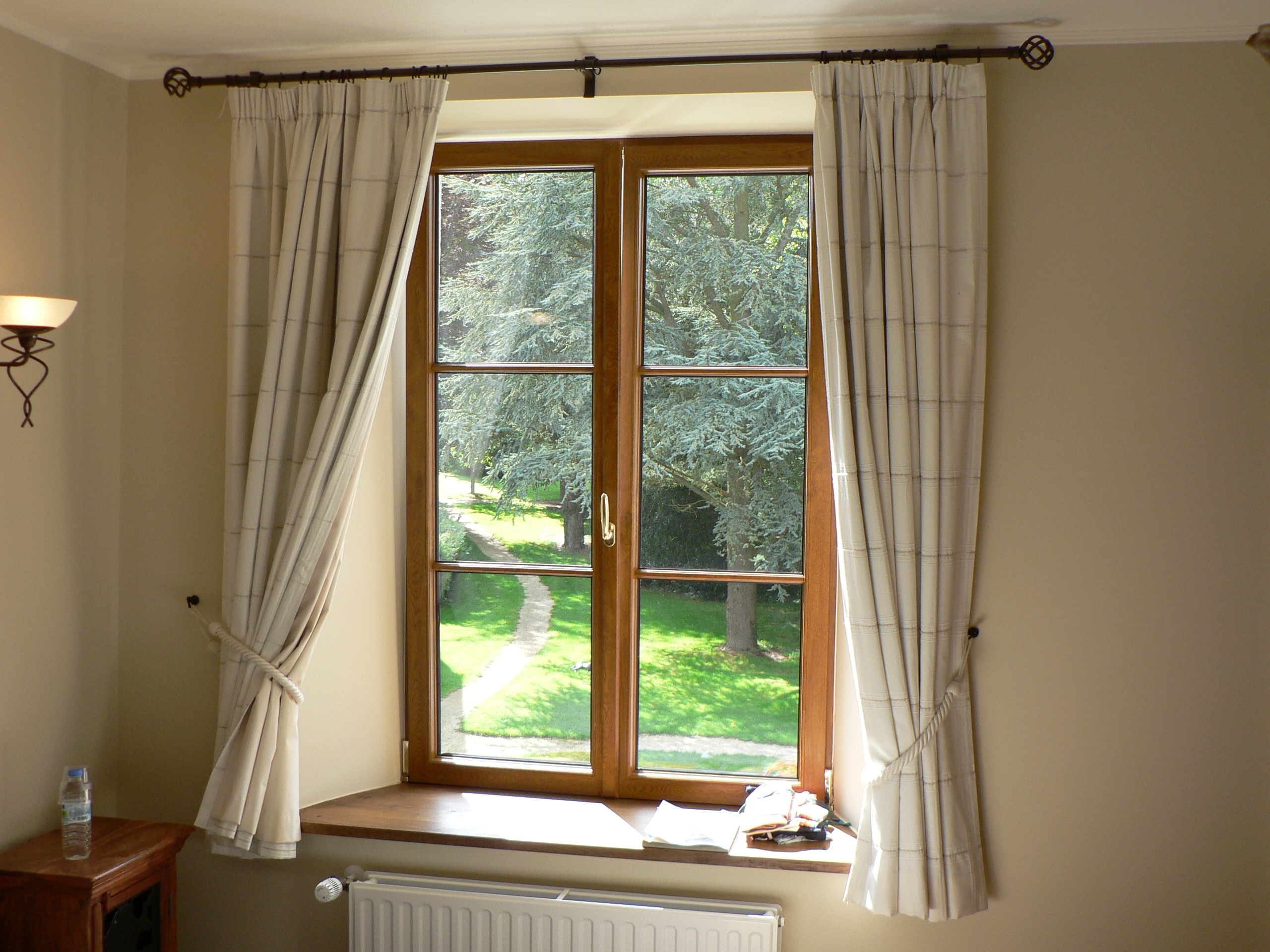
Gardiner upphängda på stång.

En gardin är tyg i eller intill fönster, eller avsett att anbringas så. Gardiner kan vara avsedda att kunna dras för fönstret för att förhindra insyn eller minska mängden ljus utifrån eller vara avsedda som dekoration. Gardiner kan kombineras med en kappa, en kort men bred gardin i övre delen av fönstret, eller enbart bestå av kappan. Man kan också ha en cafégardin, en kappa i nedre delen eller en i nedre och en i övre delen av fönstret.

## Användning

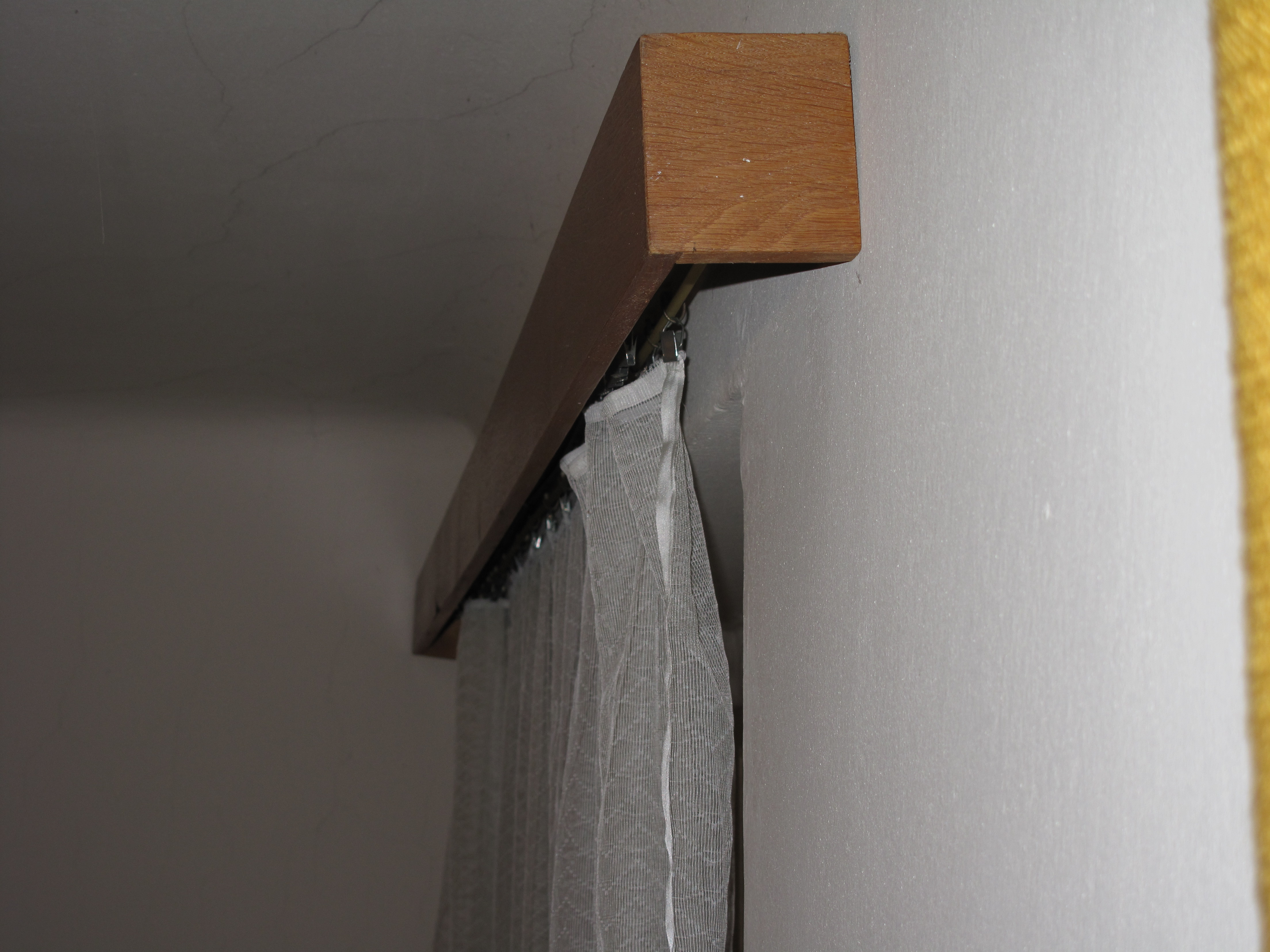
Gardin med kappa av trä och dubbla stänger, för en lättare och en tjockare gardin.

Gardinerna hängs vanligen upp i en gardinstång ovanför fönstret och hänger ner fritt så att de helt täcker fönstret när de är fördragna. Då gardiner är undandragna, eller endast som dekoration inramar fönstret, kan de hållas undan av band eller andra arrangemang.

## Terminologi
Den mängd av tyg som är avsett för ena sidan av fönstret kallas våd och den mängd som är avsett för ett fönster kallas för en luft, två lufter är således gardinvaror till två fönster.

## Historia
Att fönstergardiner förekommit finns dokumenterat i inventarieförteckningar från 1600-talet enligt Nationalencyklopedin (avser sannolikt Sverige). Och enligt tidningen Antik och Auktion nr 9:2004 finns ännu äldre belägg för förekomst av gardiner på kontinenten. Sängförhängen introducerades före gardinernas intåg i hemmen. Men så var också fönstren väldigt små till en början, och behovet att öka värmen vid sängen desto större. Gunnar Hazelius-Bergs bok Gardiner från 1962 berättar om hur Filip V av Frankrike beställde gardiner redan 1316 till fyra fönster för slottet Chevauchesuel inför sin kröning. De ska ha varit tillverkade i något som kallades serge, en blandning av bomull och silke. Några decennier senare uppges att kungen av England köpte elva alnar lärft till fönstren i sitt rum, och 1380 hade Karl V av Frankrike azurblå lärftgardiner. Förmöget borgerskap i mellaneuropa antas ha haft gardiner, men knappast i "de breda folklagren". Samma artikel berättar att det 1617 finns dokumenterat att Örebro slott hade fyra fönsterförhängen och att det i Ebba Brahes bouppteckning från 1674 omnämns blåa, röda och svarta gardiner i lärft och rask (eventuellt en kypertteknik) i glansigt ylletyg med vaxad yta).
De första gardinerna kallades franska gardiner och var enkla vävnader i ljusa färger och glest vävda för att släppa in så mycket ljus som möjligt, men att sängomhängena istället var den tidens statussymboler i textil väg.

Gardinstång i Skoklosters slott

## Uttrycket Schwedische Gardinen
"Schwedische Gardinen" (svenska gardiner) är ett tyskt slanguttryck för fängelse ("hinter schwedischen Gardinen zu sitzen", "att sitta bakom svenska gardiner").
Enligt en utbredd teori om ursprunget är det militärslang från trettioåriga krigets dagar och avser fångläger för krigsfångar tagna av de svenska trupperna. Det finns dock inga samtida källor för denna etymologi; det första kända belägget för uttrycket är i själva verket från 1906. 
Mer sannolikt är att det uppstod i kriminella kretsar under 1800-talet, vid den tid då Sverige blev känt för sitt stål – än idag är termen "Schwedenstahl" välkänd i Tyskland. Stålgallret i fängelsecellen skulle alltså vara svenska gardiner.